# سفارة كازاخستان في فرنسا
سفارة كازاخستان في فرنسا هي أرفع تمثيل دبلوماسي لدولة كازاخستان لدى فرنسا. تقع السفارة في باريس وهي تهدف لتعزيز المصالح الكازاخستانية في فرنسا.

## وصلات خارجية
- الموقع الرسمي
- قائمة سفارات كازاخستان
- قائمة السفارات في فرنسا